# ASC audiovisual
ASC audiovisual é uma produtora brasileira de longa-metragem, curtas, videoclipes e projetos experimentais.
Fundada em 2002 pelo cineasta Alexandre Carvalho a ASC audiovisual lançou em 2014 o longa-metragem Do Lado de Fora, uma comédia que fala sobre o universo LGBT. Desenvolveu o projeto Cinevivo (2009/2010), experiência inédita de longa-metragem ao vivo. Produziu Fluidos (2010), longa-metragem de ficção, além de clipes e curtas como Portas da cidade (2004), documentário em 35mm, premiado quatro vezes, incluindo, melhor documentário em Nova York. Em 2015 desenvolveu o reality show exibido na internet “Academia de Drags”.